# Mary Wortley Montagu
Mary Wortley Montagu (ur. 26 maja 1689 w Thoresby Hall, zm. 21 sierpnia 1762) – angielska arystokratka, pisarka, autorka listów opisujących życie w Konstantynopolu, w ówczesnym imperium osmańskim, gdzie zaobserwowała sposób ochrony przed ospą prawdziwą przez wariolizację, który następnie rozpropagowała w Londynie.
Mary Wortley Montagu urodziła się jako Mary Pierrepont. Była córką lorda Kingstona i lady Mary Fielding, krewnej powieściopisarza Henry’ego Fieldinga. W wieku 23 lat w 1712 wbrew woli rodziców, aby uniknąć narzuconego przez ojca kandydata na męża, poślubiła Edwarda Wortleya Montagu. W 1717 jej mąż został ambasadorem w Konstantynopolu, dokąd wyjechała. W ciągu roku wysłała do swoich przyjaciół 52 listy opisujące kulturę Orientu. Po powrocie do kraju rozpoczęła działalność literacką jako poetka, eseistka i feministka, a przede wszystkim – doprowadziła do upowszechnienia się w Wielkiej Brytanii wariolizacji (przy wsparciu Karoliny z Ansbachu).
W 1736 związała się z włoskim krytykiem Franceskiem Algarottim. Związek trwał do 1741 i zakończył się rozczarowaniem w Turynie.
W latach 1742–1746 mieszkała w Awinionie, a następnie powróciła do Włoch, gdzie przez dziesięć lat żyła z młodym hrabią Ugo Palazzim. W tym czasie korespondowała ze swą córką Lady Bute. Listy miały charakter literacki i były wzorowane na Listach pani de Sevigne do pani de Grignam. Po śmierci męża w 1761 powróciła do Londynu, gdzie zmarła. Po jej śmierci córka zniszczyła całą korespondencję z powodu zbyt dużej szczerości, jednakże ich kopie ukazały się w 1763, a pełne wydanie wyszło w 1967.
W pałacu Na Wodzie znajduje się jej portret w stroju tureckim narysowany w 1756 w technice olejnej przez Jeana-Étienne’a Liotarda.